# Anastasija Tatalina
Anastasija Wikorowna Tatalina (ros.: Анастасия Викторовна Таталина; ur. 5 września 2000 w Moskwie) – rosyjska narciarka dowolna, specjalizująca się w Big Air i slopestyle'u, złota medalistka mistrzostw świata.

## Kariera
Po raz pierwszy na arenie międzynarodowej pojawiła się 17 grudnia 2014 roku w Korobicynie, gdzie w zawodach FIS zwyciężyła w slopestyle'u. W 2018 roku zdobyła złoto w Big Air i srebro w slopestyle'u na mistrzostwach świata juniorów w Cardronie.
W Pucharze Świata zadebiutowała 14 stycznia 2017 roku w Font-Romeu, gdzie zajęła 12. miejsce w slopestyle'u. Tym samym już w debiucie zdobyła pierwsze punkty. Pierwszy raz na podium zawodów pucharowych stanęła 20 marca 2021 roku w Aspen, kończąc rywalizację w tej samej konkurencji na trzeciej pozycji, za Francuzką Tess Ledeux i Kirsty Muir z Wielkiej Brytanii. W 2021 roku wywalczyła złoto w Big Air na mistrzostwach świata w Aspen. Na rozgrywanych w 2018 roku igrzyskach olimpijskich w Pjongczangu była dwunasta w slopestyle'u.

## Osiągnięcia

### Igrzyska olimpijskie
| Miejsce | Dzień     | Rok  | Miejscowość | Konkurencja | Zwyciężczyni     |
| ------- | --------- | ---- | ----------- | ----------- | ---------------- |
| 12.     | 17 lutego | 2018 | Pjongczang  | Slopestyle  | Sarah Höfflin    |
| 10.     | 8 lutego  | 2022 | Pekin       | Big Air     | Eileen Gu        |
| 4.      | 15 lutego | 2022 | Pekin       | Slopestyle  | Mathilde Gremaud |

### Mistrzostwa świata
| Miejsce | Dzień    | Rok  | Miejscowość   | Konkurencja | Zwyciężczyni |
| ------- | -------- | ---- | ------------- | ----------- | ------------ |
| 18.     | 19 marca | 2017 | Sierra Nevada | Slopestyle  | Tess Ledeux  |
| 6.      | 2 lutego | 2019 | Park City     | Big Air     | Tess Ledeux  |
| 1.      | 16 marca | 2021 | Aspen         | Big Air     | -            |

### Puchar Świata

#### Pozycje w klasyfikacji generalnej
- sezon 2016/2017: 101.
- sezon 2017/2018: 31.
- sezon 2018/2019: 86.
- sezon 2019/2020: 126.

Od sezonu 2020/2021 klasyfikacja generalna została zastąpiona przez klasyfikację Park & Pipe (OPP), łączącą slopestyle, halfpipe oraz big air.
- sezon 2020/2021: 15.
- sezon 2021/2022: 32.

#### Miejsca na podium
1. Aspen – 20 marca 2021 (slopestyle) – 3. miejsce